# Herald Sun Tour 2016
Die 63. Herald Sun Tour 2016 fand vom 3. bis zum 7. Februar 2016 in Australien statt. Die Radrundfahrt war Teil der UCI Oceania Tour 2016 und war dort in der Kategorie 2.1 eingestuft.

## Teilnehmende Mannschaften
| WorldTeams (3)- Orica-GreenEDGE - Sky - Trek-Segafredo Professional Continental Teams (5)- Drapac - Nippo-Vini Fantini - Team Novo Nordisk - ONE Pro Cycling - UnitedHealthcare Continental Teams (7)- Attaque Team Gusto - Avanti IsoWhey Sports - Data3 Cisco Racing-Scody - JLT Condor - Kenyan Riders Downunder - St George Merida Cycling Team - State of Matter MAAP Nationalmannschaft- Australien |
| |

## Etappen

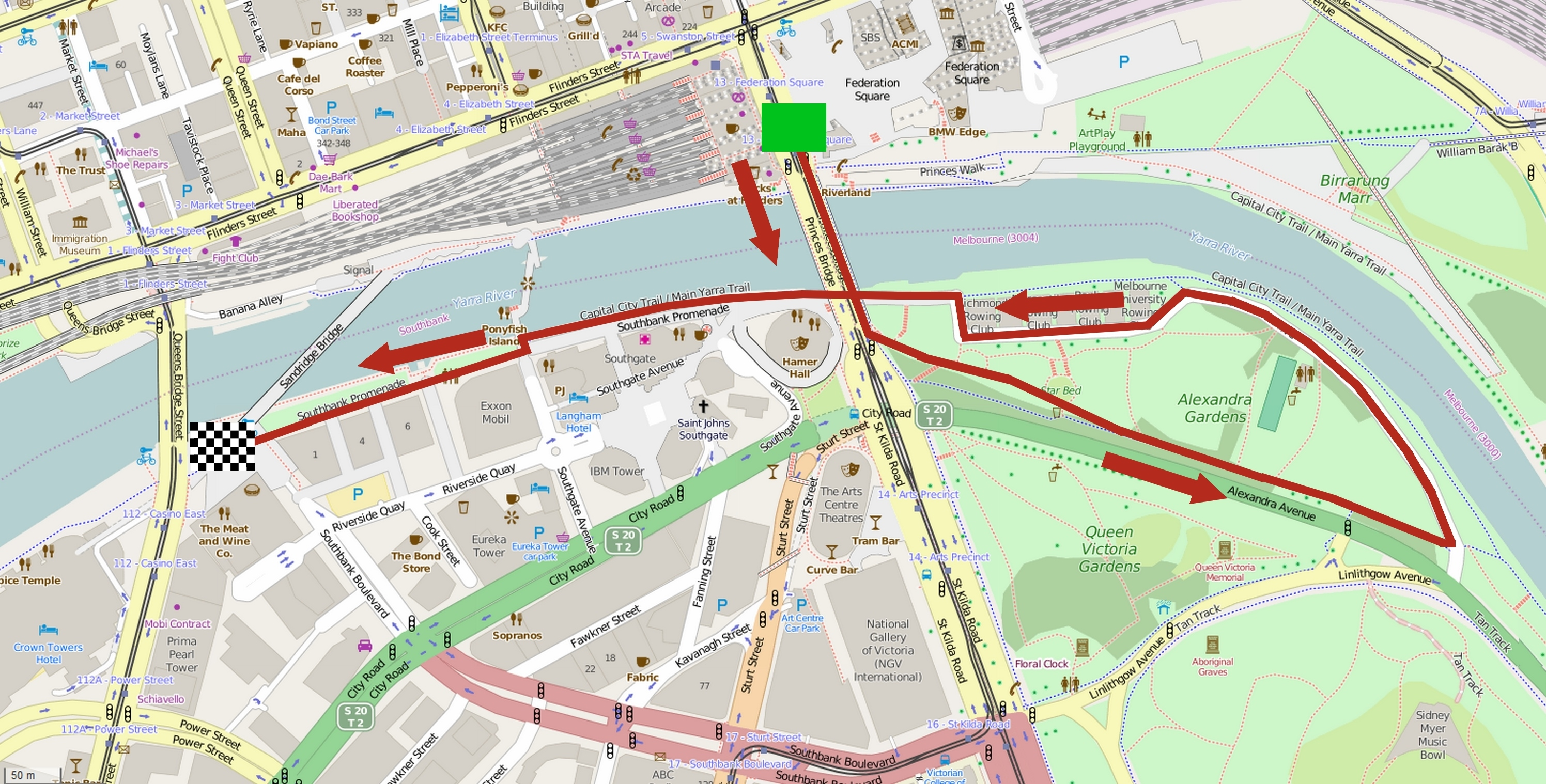
Prolog

| Etappe    | Datum   | Etappenorte                 | type            | Länge (km) | Etappensieger  | Gesamtführender |
| --------- | ------- | --------------------------- | --------------- | ---------- | -------------- | --------------- |
| Prolog    | 3. Feb. | Melbourne – Melbourne       | Prolog          | 2,1        | William Clarke | William Clarke  |
| 1. Etappe | 4. Feb. | Healesville – Healesville   | Hügelige Etappe | 126,1      | Peter Kennaugh | Peter Kennaugh  |
| 2. Etappe | 5. Feb. | Yarra Glen – Moe            | Hügelige Etappe | 144,2      | Caleb Ewan     | Peter Kennaugh  |
| 3. Etappe | 6. Feb. | Traralgon – Inverloch       | Flachetappe     | 146,2      | John Murphy    | Peter Kennaugh  |
| 4. Etappe | 7. Feb. | Arthurs Seat – Arthurs Seat | Hügelige Etappe | 121,8      | Chris Froome   | Chris Froome    |

## Wertungsübersicht
| Etappe         | Etappensieger  | Gesamtwertung · | Punktewertung · | Bergwertung ·  | Nachwuchswertung · | Kämpferischster Fahrer | Teamwertung           |
| -------------- | -------------- | --------------- | --------------- | -------------- | ------------------ | ---------------------- | --------------------- |
| Prolog         | William Clarke | William Clarke  | William Clarke  | nicht vergeben | Caleb Ewan         | nicht vergeben         | Avanti IsoWhey Sports |
| 1              | Peter Kennaugh | Peter Kennaugh  | Peter Kennaugh  | Chris Froome   | Chris Hamilton     | Nicholas Katsonis      | Team Sky              |
| 2              | Caleb Ewan     | Peter Kennaugh  | Peter Kennaugh  | Chris Harper   | Chris Hamilton     | Chris Harper           | Team Sky              |
| 3              | John Murphy    | Peter Kennaugh  | Benjamin Hill   | Chris Harper   | Chris Hamilton     | Benjamin Hill          | Team Sky              |
| 4              | Chris Froome   | Chris Froome    | Benjamin Hill   | Chris Froome   | Chris Hamilton     | Fumiyuki Beppu         | Team Sky              |
| Wertungssieger | Wertungssieger | Chris Froome    | Benjamin Hill   | Chris Froome   | Chris Hamilton     | nicht vergeben         | Team Sky              |